# Wilhelm-Lehmann-Preis
Der Wilhelm-Lehmann-Preis ist ein deutscher Literaturpreis, den die Wilhelm-Lehmann-Gesellschaft und die Stadt Eckernförde 2009 stifteten. Mit ihm zeichnen sie alle zwei Jahre deutschsprachige Schriftsteller „für herausragende Leistungen auf dem Gebiet der Lyrik, der Erzählung und des Essays“ (laut Selbstdarstellung) aus. Darüber hinaus soll diese Auszeichnung die Erinnerung an den Schriftsteller Wilhelm Lehmann wachhalten.
Die Verleihung findet im Rahmen der Wilhelm-Lehmann-Tage statt. Die Dotierung, zu der die Förde Sparkasse beiträgt, betrug bis 2018 10.000 Euro, seit 2020 7.500 Euro.

## Jury
Der unabhängigen Jury gehören an (Stand 2020): Therese Chromik (Schriftstellerin), Christoph Schröder (Literaturkritiker), Beate Laudenberg (Literaturwissenschaftlerin), Wolfgang Sandfuchs (Leiter des Literaturhauses Schleswig-Holstein), von der Wilhelm-Lehmann-Gesellschaft: Beate Kennedy, Wolfgang Menzel.

## Preisträger
- 2009 Jan Wagner, Laudator: Uwe Pörksen
- 2011 Nico Bleutge, Laudator: Jochen Jung
- 2014 Ann Cotten, Laudatorin: Ina Hartwig
- 2016 Stephan Wackwitz, Laudator: Lothar Müller
- 2018 Ulrike Almut Sandig, Laudator: Jan Wagner[2]
- 2020 Nora Bossong, Laudator: Carsten Otte
- 2023 Jürgen Nendza, Laudator: Hanns Zischler